# Hugh Jones (cómic)
Hugh Jones es un personaje ficticio que aparece en los cómics estadounidenses publicados por Marvel Comics.
El personaje apareció en la serie de acción en vivo Agent Carter ambientada en el Marvel Cinematic Universe interpretado por Ray Wise.

## Historial de publicación
Hugh Jones apareció por primera vez en Captain America # 180 (diciembre de 1974) y fue creado por Steve Englehart y Sal Buscema.

## Biografía del personaje ficticio
Hugh Jones era hijo de un millonario petrolero de Texas y heredó la compañía Republic Oil & Gas después de la muerte de su padre.
Con el reconocimiento y la aprobación de Jones, Simon Krieger de Republic Oil organizó los asesinatos de Howard Stark y Maria Stark. Jones y los ejecutivos Krieger, John T. Gamelin y Jonas Hale intentaron la adquisición de Industrias Stark. Usaron compras subrepticias de acciones de Stark y el uso de agentes sobrehumanos Saboteur y los Perros de la Guerra. Tras el arresto de Krieger, Hale hizo que mataran a Krieger en la cárcel. Para ayudar a separar a la compañía de Krieger, los ejecutivos de Republic Oil supervisaron el cambio de la compañía a la identidad de la Compañía de Energía Roxxon.
Una examante de Jones intentó dispararle, pero lo extrañó o lo hirió.
Más tarde, Jones asistió al estreno de la película Captain America en el Strand Theatre de Nueva York. Jones fue secuestrado por el Escuadrón Serpiente (formado por Viper, Eel, Cobra y Princesa Python). El rebelde Atlanteano Señor de la Guerra Krang se había recuperado y entregado la Corona Serpiente a Viper. Jones inmediatamente cayó bajo el control mental de Set cuando instruye a todos los trabajadores de Roxxon para que cooperen con cualquier demanda. Luego, el Escuadrón Serpiente llevó a Jones a una torre de perforación de petróleo del Océano Pacífico central, donde Jones siguió las instrucciones de Krang para bombear agua debajo de la ciudad hundida deLemuria en un intento de levantar la ciudad. Sin embargo, la policía, junto con Nomad y Namor el Sub-Marinero, interrumpieron el plan del Escuadrón Serpiente, y Krang reclamó la Corona de la Serpiente y huyó. Jones luego invirtió el proceso de criar a Lemuria.
Jones mantuvo voluntariamente un enlace a Set en la ausencia de la Corona Serpiente. Set informa a Jones de la identidad de Nomad. Jones luego envió a los hombres a recuperar la Corona Serpiente. Más tarde, Jones envió un mensaje sobre la ubicación de Cráneo Rojo que pagaba su deuda de Nomad al rescatarlo del Señor de la Guerra Krang y el Escuadrón Serpiente. Una vez que lo recuperó, comenzó a usarlo de manera invisible.
Con el poder de Set, pudo hacer contacto psíquico con un grupo de hombres de negocios llamado el Cartel de la Serpiente, los acólitos de Set del universo alternativo conocido como Tierra-S. Esta tierra es donde el superhéroe grupo del Escuadrón Supremo reside, y la versión de que el universo de la Corona Serpiente ha logrado hacerse con el control de las mentes de muchos de los líderes de las empresas más grandes e incluso que se alternan en el presidente de América, Nelson Rockefeller.
Luego de la compra de Corporación Brand por parte de Roxxon, Jones se encontraba en las instalaciones de Corporación Brand en Jamaica, Queens. Cuando los Vengadores irrumpieron en una instalación de la Corporación Brand durante su investigación, Jones usó un transportador interdimensional para llevar al Escuadrón Supremo a su Tierra y capturaron a los Vengadores. Cuando los Vengadores escaparon, el equipo de superhéroes y el Escuadrón Supremo fueron enviados de regreso a la Tierra-S con el transportador interdimensional cuando la policía vino a investigar. Después de engañar y despedir a los investigadores de la policía, Jones usó la Corona Serpiente para hablar con Nelson Rockefeller. Cuando los Vengadores invadieron nuevamente las instalaciones de la Corporación Brand, Rockefeller informó a Jones que los Vengadores lo habían derrocado. Jones envió a Orka contra los Vengadores, donde derrotó a algunos de ellos hasta que Orka fue derrotado por Thor y Dragón Lunar. Jones ordenó la ejecución de los otros Vengadores, pero escaparon y Jones fue capturado.
Utilizando las instalaciones de Corporación Brand y Compañía de Energía Roxxon, Jones diseñó su propia serpiente superpoderada para que un Escuadrón Serpiente recuperara una segunda Corona Serpiente que los Vengadores trajeron de Tierra-S y cayeron en el Océano Pacífico. Jones recibió la Corona Serpiente de la Tierra-S por parte de Sidewinder (quien la recuperó cuando Jones la contrató). Al usar ambas Coronas Serpientes, Jones obtuvo una apariencia escamosa y usó estos poderes para asumir el control total sobre los residentes de Washington D. C. con el propósito de ponerlos bajo el control de Set. Jones permitió a la Mole, Mantarraya y la Bruja Escarlata de entrar sin oposición para que pueda controlarlos y luego crear versiones de los usuarios anteriores recientes de Corona Serpiente para luchar contra el trío. Mientras luchaba simultáneamente contra Bruja Escarlata y la Mole físicamente, Jones se sorprendió cuando Bruja Escarlata capituló y la Mole aprovechó la desorientación de la memoria de Jones para arrancar la Corona de la Serpiente de la cabeza de Jones.
Tras su traumática separación de la Corona Serpiente, Jones se volvió loco y fue hospitalizado en un hospital psiquiátrico. Fue sucedido como presidente de Roxxon por Gamelin (el vicepresidente de operaciones extranjeras) y eventualmente sería sucedido por otros hombres.

## En otros medios

### Televisión
Hugh Jones aparece en la serie de televisión Agent Carter, interpretado por Ray Wise. Se lo representa como el presidente de la Corporación de Aceite Roxxon y fue el antiguo amigo de Howard Stark hasta que la mujer que se convertiría en la esposa del primero se interpusiera entre los dos. En la temporada "Bridge and Tunnel", recibe una visita del subdirector Roger Dooley y el agente Jack Thompson de la Reserva Científica Estratégica, que revela información importante. Peggy Carter le proporciona un detector de rayos Vita para escanear a sus empleados. En la segunda temporada, aparece como miembro del Consejo de los Nueve. En el episodio "A View in the Dark", Jones y Thomas Gloucester le dicen a Calvin Chadwick que cierre el programa Isodyne y se centre en una campaña senatorial. Hugh se ve en el episodio "The Atomic Job". Cuando Peggy se hace pasar por un trabajador para infiltrarse en la sucursal de Roxxon en Los Ángeles, Jones finalmente se acordó de Peggy, lo que provocó que el agente siguiera usando el inhibidor de la memoria para encontrar la clave de una de las instalaciones de Roxxon, que está dentro del cinturón de Hugh. En el episodio "Life of the Party", Jones asiste a una fiesta con los otros miembros del Consejo de los Nueve. Cuando Whitney Frost es llevada ante el Consejo de los Nueve, Jones y los demás fueron testigos de la capacidad de absorción de Whitney. Después de que Frost se haga cargo del Consejo de los Nueve, Jones se encuentra entre los que se salvaron; Su único comentario es que espera la colaboración. Más tarde, Jones hace lo que dice Whitney donde le dice a Vernon Masters lo que sucedió.